# Сулиман, Али
Али Сулиман Ибрахим (англ. Ali Sulieman Ibrahim; тигринья ዓሊ ሱሌይማን; род. 12 сентября 2000, Джидда, Мекка) — эритрейский футболист, нападающий эфиопского клуба «Ауаса Сити».

## Клубная карьера
Выступал за клуб «Ред Си» в Эритрее, за которую выступал с 16 лет. Дважды становился лучшим бомбардиром чемпионата.
В июле 2021 года перебрался в эфиопский «Бахр-Дар Кенема», с которым подписал двухлетний контракт. В первом сезоне принял участие в 26 матчах, в которых забил пять мячей. В июле 2022 года перешёл в другой эфиопский клуб — «Ауаса Сити». В его составе дебютировал в чемпионате Эфиопии 2 октября 2022 года в игре против «Легетафо Легедади». Сулиман вышел в стартовом составе и на 26-й минуте открыл счёт во встрече. В следующем сезоне забил 20 мячей в 28 матчах и стал лучшим бомбардиром чемпионата.
Летом 2024 года проходил просмотры в шведских клубах ГАИС и «Гётеборг».

## Карьера в сборной
Выступал за юношеские и молодёжные команды Эритреи. 4 сентября 2019 года дебютировал за национальную сборную Эритреи в отборочном матче чемпионату мира со сборной Намибии. Он вышел в стартовом составе и на 66-й минуте забил единственный мяч своей команды. В декабре того же года в составе сборной принимал участие в Кубке КЕСАФА, проходившем в Уганде. Сулиман принял участие во всех пяти матчах своей сборной на турнире и забил два мяча в ворота сборной Джибути на групповом этапе. Эритрея дошла до финала, где уступила Уганде со счётом 0:3.

## Достижения
Сборная Эритреи
- Серебряный призёр Кубка КЕСАФА: 2019

## Клубная статистика
| Выступление      | Выступление      | Выступление      | Лига | Лига | Кубки | Кубки | Конт. кубки | Конт. кубки | Итого | Итого |
| Клуб             | Лига             | Сезон            | Игры | Голы | Игры  | Голы  | Игры        | Голы        | Игры  | Голы  |
| ---------------- | ---------------- | ---------------- | ---- | ---- | ----- | ----- | ----------- | ----------- | ----- | ----- |
| Бахр-Дар Кенема  | Премьер-лига     | 2021/22          | 26   | 5    | 0     | 0     | 0           | 0           | 26    | 5     |
| Бахр-Дар Кенема  | Итого            | Итого            | 26   | 5    | 0     | 0     | 0           | 0           | 26    | 5     |
| Ауаса Сити       | Премьер-лига     | 2022/23          | 29   | 6    | 0     | 0     | 0           | 0           | 29    | 6     |
| Ауаса Сити       | Премьер-лига     | 2023/24          | 28   | 20   | 0     | 0     | 0           | 0           | 28    | 20    |
| Ауаса Сити       | Итого            | Итого            | 57   | 26   | 0     | 0     | 0           | 0           | 57    | 26    |
| Всего за карьеру | Всего за карьеру | Всего за карьеру | 83   | 31   | 0     | 0     | 0           | 0           | 83    | 31    |

## Статистика в сборной
| Матчи и голы Али Сулимана за национальную сборную Эритреи | Матчи и голы Али Сулимана за национальную сборную Эритреи | Матчи и голы Али Сулимана за национальную сборную Эритреи | Матчи и голы Али Сулимана за национальную сборную Эритреи | Матчи и голы Али Сулимана за национальную сборную Эритреи | Матчи и голы Али Сулимана за национальную сборную Эритреи |
| №                                                         | Дата                                                      | Оппонент                                                  | Счёт                                                      | Голы                                                      | Соревнование                                              |
| --------------------------------------------------------- | --------------------------------------------------------- | --------------------------------------------------------- | --------------------------------------------------------- | --------------------------------------------------------- | --------------------------------------------------------- |
| 1                                                         | 4 сентября 2019                                           | Намибия                                                   | 1:2                                                       | 1                                                         | Отборочные матчи ЧМ-2022                                  |
| 2                                                         | 10 сентября 2019                                          | Намибия                                                   | 0:2                                                       | 0                                                         | Отборочные матчи ЧМ-2022                                  |
| 3                                                         | 9 декабря 2019                                            | Бурунди                                                   | 1:0                                                       | 0                                                         | Кубок КЕСАФА 2019                                         |
| 4                                                         | 11 декабря 2019                                           | Уганда                                                    | 0:2                                                       | 0                                                         | Кубок КЕСАФА 2019                                         |
| 5                                                         | 13 декабря 2019                                           | Джибути                                                   | 3:0                                                       | 2                                                         | Кубок КЕСАФА 2019                                         |
| 6                                                         | 15 декабря 2019                                           | Сомали                                                    | 0:0                                                       | 0                                                         | Кубок КЕСАФА 2019                                         |
| 7                                                         | 17 декабря 2019                                           | Кения                                                     | 4:1                                                       | 0                                                         | Кубок КЕСАФА 2019                                         |
| 8                                                         | 19 декабря 2019                                           | Уганда                                                    | 0:3                                                       | 0                                                         | Кубок КЕСАФА 2019                                         |
| 9                                                         | 25 января 2020                                            | Судан                                                     | 0:1                                                       | 0                                                         | Товарищеский матч                                         |

Итого:9 матчей и 3 гола; 3 победы, 1 ничья, 5 поражений.